# 경화궁부인
경화궁부인 임씨(慶和宮夫人 林氏, 생몰년 미상)는 고려의 공주이자 혜종과 의화왕후(義和王后)의 딸이다. 광종의 제2비이다.

## 생애
고려의 제2대 왕인 혜종과 의화왕후의 딸이다. 원래 성은 왕씨이고 본관은 개성이나, 어머니의 성씨를 따라 임씨로 바꾸었다. 본관은 진천이다. 이복 숙부인 광종과 혼인하여 경화궁부인의 호를 받았다.
945년(혜종 2년) 외척 왕규가 왕요(훗날의 정종)와 왕소(훗날의 광종) 형제가 반역을 도모하고 있다고 혜종에게 참소하였다. 그러자 혜종은 이 참소를 왕규가 왕요, 왕소 형제를 해치기 위해 무고하는 것으로 생각하고, 자신의 딸을 왕소와 결혼시켜 왕요, 왕소 형제의 세력을 강하게 해 주었다. 그러나 현대의 일부 학자들은 이를 반대로 해석하기도 하는데, 이미 여러 호족, 왕족들과 혼인 관계를 맺으면서 세력이 강해진 왕소에게 자신의 딸을 시집보내어, 혜종이 자신의 신변 안전과 정치적 생명의 연장 등을 도모한 것으로 추측하기도 한다.
한편 경화궁부인은 왕의 적녀로 왕비가 되었음에도 왕후가 아닌 부인의 위치에 머물렀는데, 이것 역시 혜종의 왕권이 그다지 강하지 못했음을 증명하는 것으로 보기도 한다. 호는 경화궁부인(慶和宮夫人)이며, 소생은 없었다. 생몰년과 능에 대한 기록 역시 남아있는 것이 없어 자세히 알 수 없다.

## 가계
- 조부 : 태조 왕건(太祖, 877 ~ 943)
- 조모 : 장화왕후 오씨(莊和王后 吳氏)
  - 아버지 : 혜종(惠宗, 912 ~ 945)
- 외조부 : 임희(林曦)
- 외조모 : 미상
  - 어머니 : 의화왕후 임씨(義和王后 林氏)
    - 남매 : 흥화궁군(興化宮君, ? ~ 960년 이후)
    - 동생 : 정헌공주(貞憲公主, 생몰년 미상)
- 시어머니(서조모) : 신명순성왕후(神明順成王后)
  - 남편 : 광종(光宗, 925 ~ 975)

## 경화궁부인이 등장하는 작품
- 《제국의 아침》(KBS, 2002, 배우:김민경, 장수혜)
- 《달의 연인 - 보보경심 려》(SBS, 2016, 배우: 장서희)